# Dendrobrachia fallax
Dendrobrachia fallax är en korallart som beskrevs av Brook 1889. Dendrobrachia fallax ingår i släktet Dendrobrachia och familjen Dendrobrachiidae. Inga underarter finns listade i Catalogue of Life.